# Gora Nikolaeva
Gora Nikolaeva är ett berg i Antarktis. Det ligger i Östantarktis. Norge gör anspråk på området. Toppen på Gora Nikolaeva är 2 850 meter över havet.
Terrängen runt Gora Nikolaeva är kuperad åt sydost, men åt nordväst är den bergig. Trakten är obefolkad. Det finns inga samhällen i närheten.